# Leucetta prolifera
Leucetta prolifera är en svampdjursart som först beskrevs av Carter 1876.  Leucetta prolifera ingår i släktet Leucetta och familjen Leucettidae. Inga underarter finns listade i Catalogue of Life.